# THE IDOLM@STER LIVE THE@TER FORWARD
『THE IDOLM@STER LIVE THE@TER FORWARD』（アイドルマスター ライブシアターフォワード）は、2016年12月7日からLantisよりリリースされている、ゲーム「アイドルマスター ミリオンライブ!」のキャラクターソングCDシリーズ。

## 概要
ソーシャルゲーム「アイドルマスター ミリオンライブ!」のキャラクターソングシリーズ。『LIVE THE@TER DREAMERS』に続く第4弾となる。全3枚。
2017年に開催されたライブイベント「THE IDOLM@STER MILLION LIVE! 4thLIVE TH@NK YOU for SMILE!!」と連動しており、4thライブの各日程の出演者と同じメンバーがそれぞれ参加する。
ミリオンスターズ37人が「太陽」「月」「星」の3つのグループに分かれ、その中で「星座」を冠したユニットにわかれている。
初収録の曲は太字で表記する。「ソロ担当」は『LIVE THE@TER SOLO COLLECTION』シリーズでのソロリミックス担当アイドル。

## 制作
THE IDOLM@STER LIVE THE@TER FORWARD（以下、LTF）シリーズはこれまでにリリースされたTHE IDOLM@STER LIVE THE@TER PERFORMANCE（以下、LTP）シリーズ、THE IDOLM@STER LIVE THE@TER HARMONY（以下、LTH）シリーズ、THE IDOLM@STER LIVE THE@TER DREAMERS（以下、LTD）シリーズとは異なり、初めてそれぞれのアルバムにコンセプトを持たせたアルバムとなっている。企画の土台はバンダイナムコスタジオ サウンドチームでアイドルマスター全体のサウンドプロデューサーを務める中川浩二とアイドルマスターミリオンライブ！（以下、ミリオンライブ）の音楽プロデューサー・ディレクターを務めるランティスの保坂拓也で考え、LTFシリーズは2017年3月10日から12日にかけて日本武道館で行われたミリオンライブのライブイベント「THE IDOLM@STER MILLION LIVE! 4thLIVE TH@NK YOU for SMILE!!」に連動したシリーズであるから「公演日ごとにテーマを決めて曲を作るのがいいのでは」ということで、ミリオンライブのゲーム開発チームと話し合いの上で制作されることになった。
先述の通り、MILLIONSTARSのアイドルを「太陽」「月」「星」の3つのテーマ別に、ライブイベントの出演者の公演別に分け、ライブで披露した際に公演ごとの色の違いが感じ取れるような曲を集めることを意識し、これまでもアイドルマスターの楽曲を作ってきたクリエーターに対しても「CDのコンセプトから派生して歌詞を作っていく」やり方で作るように依頼するなどこれまでのLTP、LTH、LTDとは楽曲の作り方も異なる。
各CD内のユニットはゲーム開発チームで考え、音楽サイドの保坂らは「どんなが曲がこのユニットにとって面白い曲だろうか」と考え、「これまで見たことのないアイドルの表情が見られるように」との思いで制作された。

## 音楽性
『Sunshine Rhythm』に収録されている「ゲキテキ！ ムテキ！ 恋したい！」は最初の作詞段階では大人びた歌詞だったが、作詞の藤本記子が「Sunshine Rhythmのテーマにしては大人すぎる」と書き直された楽曲で、「サンリズム・オーケストラ♪」の場合は観客をも巻き込んで掛け声を合わせたり歌ったりできる「盛り上がる曲」を意識して制作し、レコーディングでは各々の色を活かしながらポジティブな縦ノリでとにかく明るく元気に歌っている。
『BlueMoon Harmony』に収録されている「P.S I Love You」は当初の構想では完全なジャズをイメージしていたが、作曲のラムシーニがジャズを出しながらもアイドルマスターらしい曲に仕上げた。「brave HARMONY」は美しい歌声で会場を支配するイメージで作曲し、レコーディングではバラバラな12個の個性や歌声が集まり、1つとなって大きなハーモニーとなるイメージで歌っている。また、この楽曲ではコーラスの数が多く、声のトラックだけで260ほどのトラックを重ねて作られた楽曲である。
『Starlight Melody』に収録されている「Sweet Sweet Soul」は作曲のBERABOWとSigNによるメロディが良く、保坂が本格的なラップに仕上げることを決め、ZAQがラップを含めて作詞を行い、SOUL'd OUTのトラックマスターであったShinnosukeがアレンジ（編曲）を施した4名のクリエーターのコラボレーションによって生まれた楽曲。「Starry Melody」はアルバムのテーマである「星」の輝きを意識しながら楽しいながらも泣ける楽曲をイメージして制作。アイドルの考え方によって歌い方や聞こえ方が違っているところもある。曲の最後の「ラララ」の部分はアイドルと観客が会場全体で手を振りながら一緒に歌っている様子が想像されている。

## 01 Sunshine Rhythm
2016年12月7日発売。伊吹翼、エミリー スチュアート、木下ひなた、佐竹美奈子、島原エレナ、中谷育、福田のり子、望月杏奈、百瀬莉緒、矢吹可奈、横山奈緒、ロコが参加。
収録曲
1. ドラマ1「開演のご挨拶」
2. ランニング・ハイッ
歌：キャンサー
作詞：松井洋平、作曲・編曲：睦月周平
ソロ担当：横山奈緒（LTSC04.Sun）、木下ひなた（LTSC07.An）
3. ドラマ2「MC01〜その頃舞台裏では」
4. ゲキテキ! ムテキ! 恋したい!
歌：レオ
作詞・作曲：藤本記子、編曲：福富雅之
ソロ担当：島原エレナ（LTSC04.Sun）、ロコ（LTSC06.Fa）、中谷育（LTSC07.Pr）
5. ドラマ3「MC02〜その頃舞台裏では」
6. Bonnes! Bonnes!! Vacances!!!
歌：リブラ
作詞：松井洋平、作曲・編曲：AstroNoteS
ソロ担当：佐竹美奈子（LTSC04.Sun）、福田のり子（LTSC07.Pr）
7. ドラマ4「MC03〜その頃舞台裏では」
8. NO CURRY NO LIFE
歌：カプリコーン
作詞：唐沢美帆、作曲・編曲：板垣祐介
ソロ担当：望月杏奈（LTSC04.Sun）、百瀬莉緒（LTSC06.Fa）、矢吹可奈（LTSC08.Pr）
9. ドラマ5「MC04〜その頃舞台裏では」
10. サンリズム・オーケストラ♪
歌：Sunshine Rhythm
作詞：真崎エリカ、作曲・編曲：EFFY
ソロ担当：ロコ（LTSC08.Fa）、伊吹翼（LTSC09.An）、百瀬莉緒（LTSC12.Fa）
11. ドラマ5「終演後〜その頃舞台裏では」

## 02 BlueMoon Harmony
2017年1月11日発売。最上静香、北上麗花、篠宮可憐、ジュリア、髙山紗代子、天空橋朋花、所恵美、永吉昴、七尾百合子、二階堂千鶴、舞浜歩、真壁瑞希が参加。
収録曲
1. ドラマ1「開演のご挨拶」
2. Raise the FLAG
歌：サジタリアス
作詞：松井洋平、作曲・編曲：堀江晶太
ソロ担当：所恵美（LTSC04.Moon）、舞浜歩（LTSC06.Fa）、真壁瑞希（LTSC07.Fa）
3. ドラマ2「MC01〜その頃舞台裏では」
4. P.S I Love You
歌：ピスケス
作詞：唐沢美帆、作曲・編曲：ラムシーニ
ソロ担当：篠宮可憐（LTSC06.An）、二階堂千鶴（LTSC07.Fa）、天空橋朋花（LTSC11.Fa）
5. ドラマ3「MC02〜その頃舞台裏では」
6. プリムラ
歌：ウィルゴ
作詞・作曲・編曲：KOH
ソロ担当：永吉昴（LTSC04.Moon）、最上静香（LTSC11.Fa）、七尾百合子（LTSC12.Pr）
7. ドラマ4「MC03〜その頃舞台裏では」
8. 待ちぼうけのLacrima
歌：アクアリウス
作詞：真崎エリカ、作曲：小高光太郎、UiNA、編曲：小高光太郎
ソロ担当：髙山紗代子（LTSC04.Moon）、ジュリア（LTSC09.Fa）、北上麗花（LTSC12.An）
9. ドラマ5「MC04〜その頃舞台裏では」
10. brave HARMONY
歌：BlueMoon Harmony
作詞：結城アイラ、作曲・編曲：山口朗彦
ソロ担当：舞浜歩（LTSC07.Fa）、二階堂千鶴（LTSC08.Fa）、篠宮可憐（LTSC09.An）
11. ドラマ6「終演後~その頃舞台裏では」

## 03 Starlight Melody
2017年2月15日発売。春日未来、大神環、北沢志保、高坂海美、周防桃子、徳川まつり、豊川風花、野々原茜、箱崎星梨花、馬場このみ、松田亜利沙、宮尾美也が参加。ボイスドラマには田中琴葉（種田梨沙）も登場している。
収録曲
1. ドラマ1「開演のご挨拶」
2. リフレインキス
歌：スコーピオ
作詞・作曲：藤本記子、編曲：福富雅之
ソロ担当：北沢志保（LTSC04.Star）、高坂海美（LTSC06.Pr）
3. ドラマ2「MC01〜その頃舞台裏では」
4. Sweet Sweet Soul
歌：アリエス
作詞：ZAQ、作曲：BERABOW、SigN、編曲：Shinnosuke
ソロ担当：野々原茜（LTSC04.Star）、箱崎星梨花（LTSC06.An）、大神環（LTSC12.An）
5. ドラマ3「MC02〜その頃舞台裏では」
6. メメント？モメント♪ルルルルル☆
歌：タウラス
作詞：松井洋平、作曲：宮崎まゆ、編曲：ラムシーニ
ソロ担当：徳川まつり（LTSC07.Pr）、宮尾美也（LTSC08.An）、春日未来（LTSC11.Pr）
7. ドラマ4「MC03〜その頃舞台裏では」
8. 永遠の花
歌：ジェミニ
作詞：森由里子、作曲・編曲：三好啓太
ソロ担当：馬場このみ（LTSC04.Star）、豊川風花（LTSC06.An）、周防桃子（LTSC07.Fa）
9. ドラマ5「MC04〜その頃舞台裏では」
10. Starry Melody
歌：Starlight Melody
作詞：こだまさおり、作曲・編曲：高田暁
ソロ担当：馬場このみ（LTSC07.An）、野々原茜（LTSC08.An）、高坂海美（LTSC09.Pr）
11. ドラマ6「終演後〜その頃舞台裏では」